# 해시 브라운

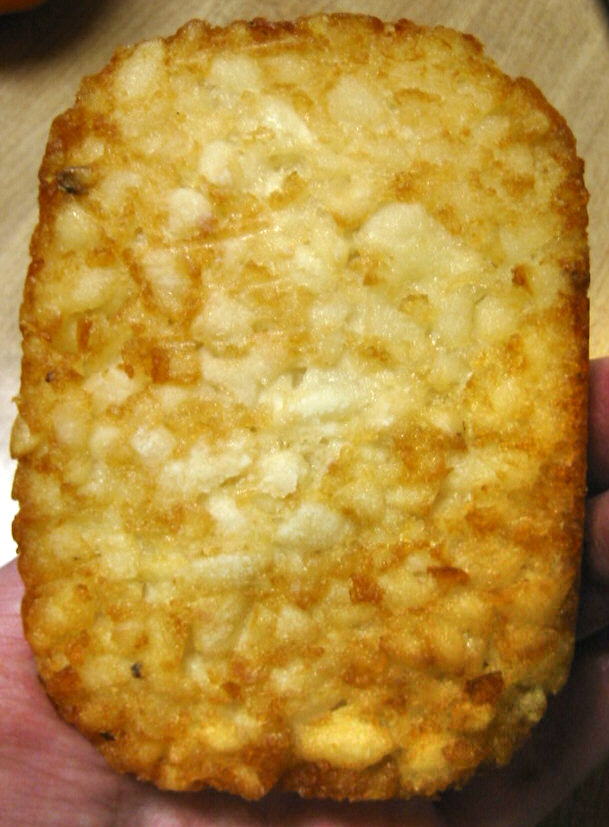
해시 브라운

해시 브라운(영어: hash browns 해시 브라운즈[*])은 감자를 다지거나 잘게 썬 것을 식용유에 튀긴 요리이다. 해시 브라운은 북미와 영국의 식당에서 주로 아침 식사로 나오며, 각종 빵 종류나 달걀 요리 등과 곁들이는 것이 보통이다.
미국에서는 감자를 잘게 썰어낸 요리를 모두 해시 브라운으로 지칭하곤 한다. 그러나 미국의 일부 지역에서 해시 브라운은 감자를 잘게 썰거나 다진 후 튀기거나 부침으로 만든 것이고 아침 식사로 내놓는 것으로 간주되는 반면, 깍둑 썰기하고 튀기거나 부쳐낸 감자는 ‘컨트리 프라이드 포테이토(country fried potatoes)’ 또는 ‘홈 프라이스(home fries)’라는 부식류로 불린다. 많은 종류의 홈 프라이스는 튀기기전에 부분적으로 익히는 파쿠킹(par-cooking)을 거친다. 몇몇 조리법에서는 잘게 썰거나 다진 양파를 넣는다.
해시 브라운은 간단히 튀기기만 해서 먹을 수 있도록 냉장 및 냉동 식품으로 대량 생산되어 판매되고 있다. 한입 크기로 만드는 해시 브라운은 미국에서는 테이터 탓즈(Tater Tots), 오스트레일리아에서는 포테이토 젬스(potato gems)라고 부르며 대한민국에서는 감자볼이란 이름으로 부르기도 한다.
대한민국에서 해시 브라운은 주로 패스트푸드 프랜차이즈에서 아침 식사용 사이드 메뉴에서 흔히 접할 수 있다. 예를 들어 맥도날드의 경우 맥모닝 시간대에 기본 사이드 메뉴로 제공된다. 롯데리아의 '모짜렐라 인 더 버거'나 KFC의 '타워 버거' 및 '징거더블다운맥스'의 재료로 사용되기도 한다.

## 어원

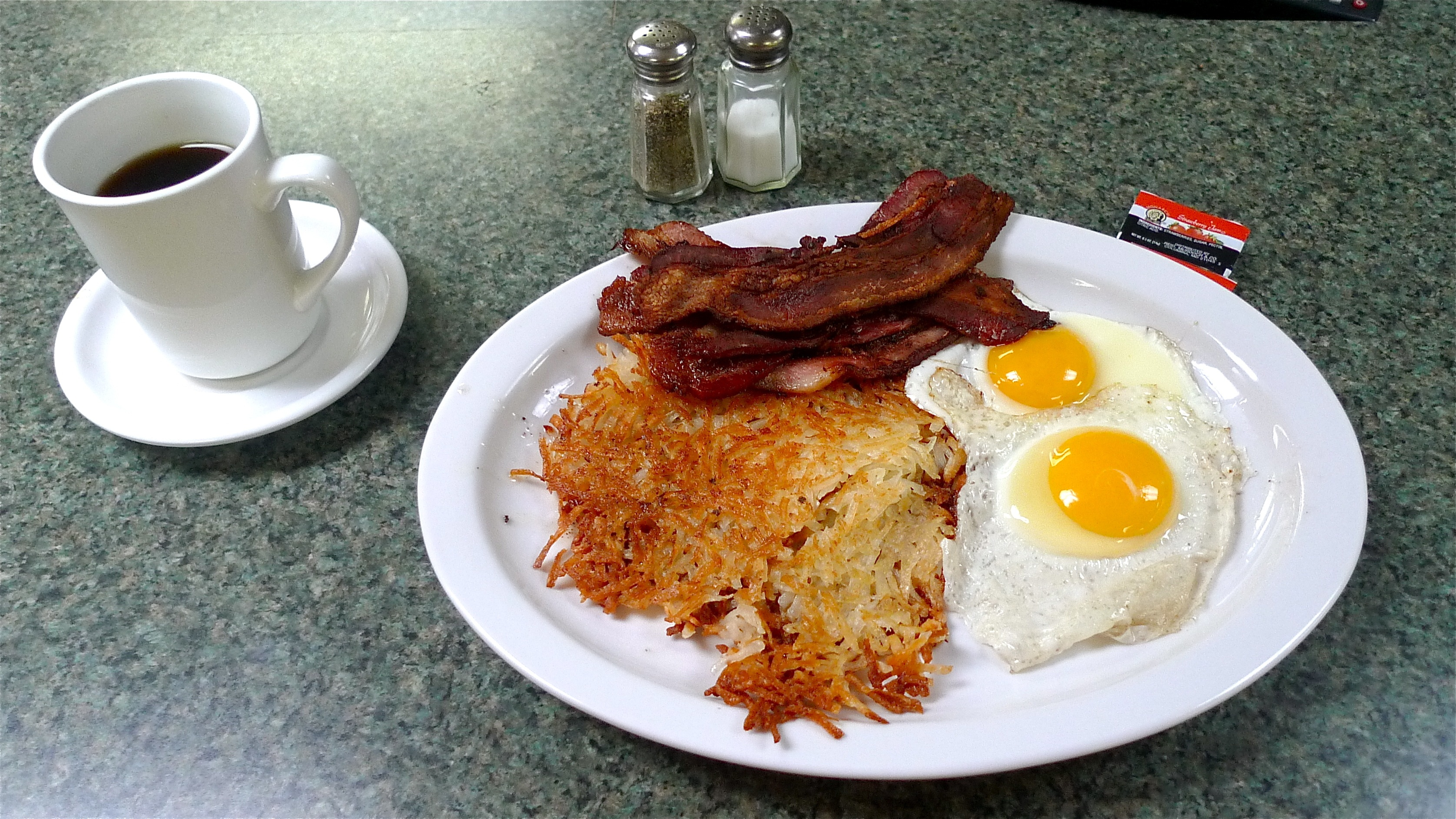
해시 브라운, 베이컨, 달걀, 커피

원래 명칭은 "hashed brown potatoes" (또는 "hashed browned potatoes")라고 불렸는데, 여기에 대해서는 1888년에 식품 전문인 마리아 파로아(Maria Parloa, 1843–1909)가 처음으로 언급했다. 시간이 흐르면서 점차 'hash brown potatoes'로 줄이게 되었다.
영단어 "hash 해시[*]"는 프랑스어 "hacher 아세[*]"에서 비롯되었으며, 재료를 잘게 써는 조리법을 의미한다. 더불어 해시 브라운과 함께 다른 재료와 곁들여 먹는 요리를 뜻하기도 한다. 그리고 갈색을 뜻하는 "brown(브라운)"은 갈색으로 익힐 때까지 튀긴 것을 말한다.

## 조리법

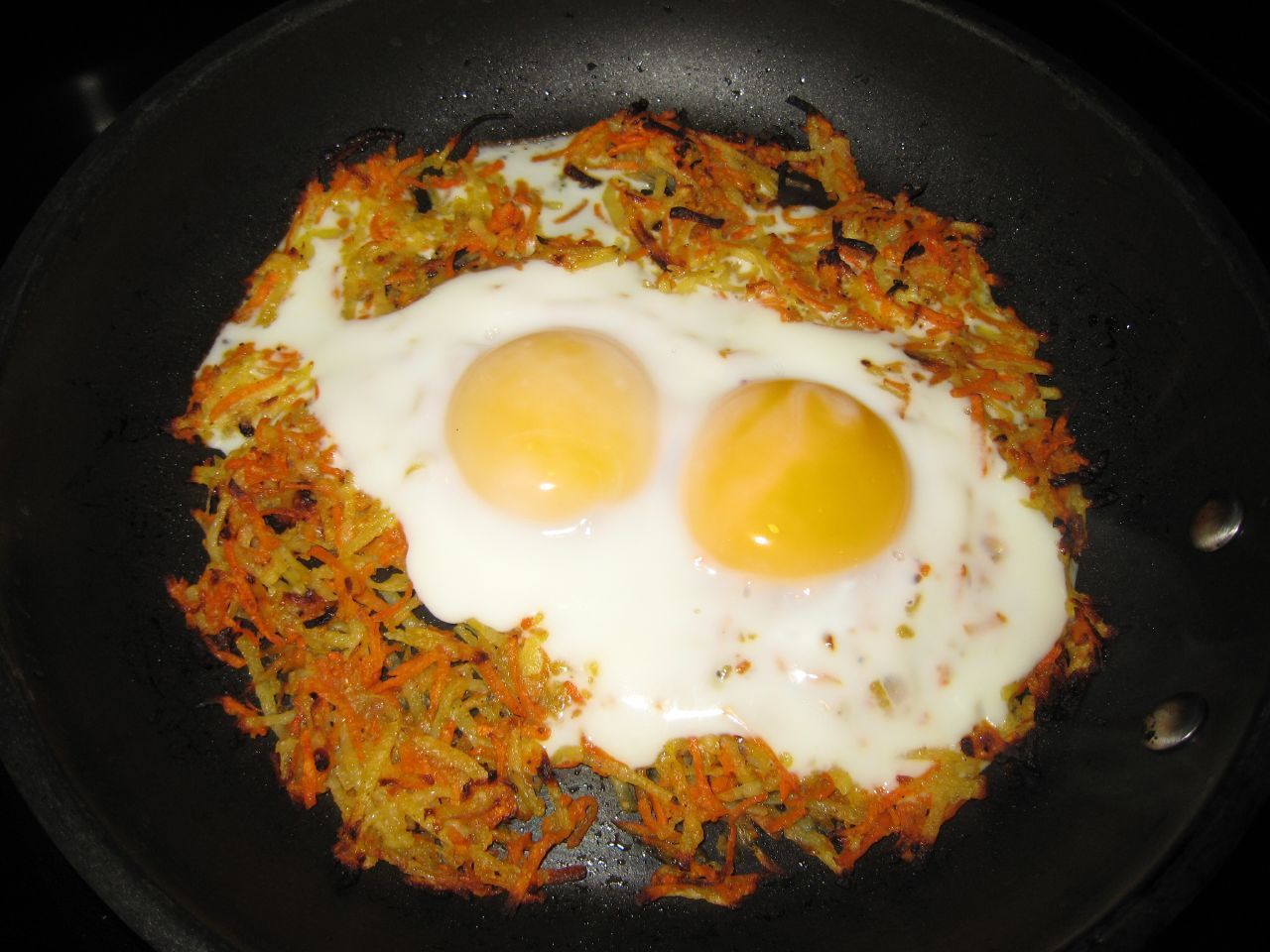
해시브라운과 달걀을 곁들인 것

해시 브라운은 감자를 작은 조각으로 잘게 다져놓은 후 뭉친 것을 튀겨 만든다. 뭉쳐놓을 때 감자 자체의 수분과 전분으로도 뭉칠 수도 있으나, 이것이 힘들 경우 으깬 감자를 약간 섞어서 뭉칠 수도 있다. 감자를 뭉치기위한 다른 결합 재료(달걀과 기름 등)들을 첨가하면 감자 팬케이크가 될 수도 있다. 감자의 수분과 전분도 감자를 뭉칠 만큼만 최소화해야 한다. 튀길 때 다른 감자 튀김 요리와 다르게 튀김 기름에 담가 튀기는 딥 프라잉(deep-frying) 방식이 아닌, 팬 위에서 적절히 기름을 둘러서 부치듯이 튀기는 팬 프라잉(fan-frying)으로 익혀내는 것이 보통이다. 냉동 해시 브라운은 취급하기 쉽도록 패티 형태로 만들어지며, 이중 작고 평평한 형태는 토스터 오븐이나 토스터에서 조리하는 것도 가능하다. 조리된 해시 브라운 위에 다진 고기와 잔여 음식 재료 및 채소를 포함한 것을 해시(hash)라고 부른다.

## 같이 보기
- 박스티
- 크로켓
- 감자 와플
- 감자 튀김
- 감자 팬케이크